# العدوف (نقيل العقاب)

تعديل مصدري - تعديل

العدوف محلة تابعة لقرية الحجفة، التابعة لعزلة نقيل العقاب بمديرية حبيش إحدى مديريات محافظة إب في الجمهورية اليمنية، بلغ تعداد سكانها 97 حسب تعداد اليمن لعام 2004.